# 生出勝宣
生出 勝宣（おいで かつのぶ、1952年 - ）は、日本の物理学者、高エネルギー加速器研究機構教授。粒子加速器科学専攻。日本加速器学会第5期会長。理学博士。東京都出身。

## 略歴
- 1980年 : 東京大学大学院（物理学）理学博士取得[1]
- 高エネルギー加速器研究機構 助手
- 高エネルギー加速器研究機構 助教授
- 高エネルギー加速器研究機構 教授
- 2009年 : 高エネルギー加速器研究施設長
- 2012年 : ILC戦略会議委員

## 受賞歴
- 加速器奨励会奨励賞
- 西川賞（1989年）
- 平成13年度仁科記念賞（2001年）「B中間子におけるCP対称性の破れの発見」[2]
- アメリカ物理学会 ロバート・R・ウィルソン賞（2004年）